# 재능TV
JEI 재능TV는 대한민국의 어린이 대상 케이블 텔레비전 방송국이다. (주)재능방송은 (주)재능교육이 지분 100%를 보유하고 있는 계열사에 해당한다. 두산수퍼네트워크의 1995년 3월 1일에 개국했다.  JEI 스스로 방송 2001년 1월 1일 개국했다. JEI 재능방송 2004년 4월 1일 개국했다. JEI 재능TV 2007년 10월 1일 개국했다.
1995년 3월 1일에 두산수퍼네트워크란 이름으로 방송을 시작했으며, 개국 당시부터 막대한 적자를 기록하면서, EBS 위성 개국 이전에 마이TV와 다솜방송 등과 더불어 대학수학능력시험(수능) 편성했으며, 1998년 3월에 (주)재능교육에서 인수하면서 재능스스로방송으로 채널명을 변경했고, 2001년 1월 1일, JEI 스스로방송으로 채널명을 변경했고, 2004년 4월 1일에 English TV 채널을 인수했으며 채널명을 JEI 재능방송으로 다시 변경했다. 이후 2007년 10월 1일에 현 채널명인 JEI 재능TV으로 변경했다.
재능TV는 주로 어린이 대상 프로그램의 제작 및 수입 등을 진행하고 있다.

### 채널 이름
- 두산수퍼네트워크 (1995년 3월 1일 ~ 2000년 12월 31일)
- JEI 스스로 방송 (2001년 1월 1일 ~ 2004년 3월 31일)
- JEI 재능방송 (2004년 4월 1일 ~ 2007년 9월 30일)
- JEI 재능TV (2007년 10월 1일 ~ 현재)

## 역사
1998년에는 교육 관련 프로그램을 중심으로 편성되었으나, 2001년에는 애니메이션 프로그램의 비중이 확대되었으며, 미국의 니켈로디언(Nickelodeon)과의 독점 계약 체결을 계기로 본격적인 해외 애니메이션 콘텐츠의 도입이 이루어졌다. 2007년부터는 장르 개편을 통해 기존의 교육 전문 채널에서 어린이 전문 채널로 전환되었으며, 이에 따라 교육 관련 프로그램은 점차 축소되었다. 이후에는 저연령층을 주요 시청 대상으로 하는 어린이 애니메이션 중심의 편성이 강화되었고, 현재까지도 그러한 성격을 유지하고 있다.

## 주요 프로그램

### JEI 재능TV
- 송은이의 eye to eye: 톡Talk한 어린이의 토론배틀! 자신의 생각을 논리적으로 표현할 줄 아는 초등학생들의 상상초월 토론프로그램. 인기 연예인 송은이가 진행자로 아이들의 토론을 이끌어냄
- 최은경의 ‘Mom대로 키워라’: 우리아이 대한민국 1% 만들기 프로젝트. 똑똑한 엄마를 위한 JEI 재능TV의 똑똑한 육아정보 프로그램. 방송인 최은경이 MC를 맡았다.
- 썬더일레븐: 일본에서 ‘이나즈마 일레븐’으로 알려진 애니메이션. 1기부터 4기까지 2011년까지 방송되었으며 신작인 ‘썬더일레븐 GO’는 2012년 2월 13일 JEI 재능TV를 통해 한국에서 처음으로 방송되었다.
- '썬더일레븐 GO 크로노스톤' 은 2013년 3월 첫방송 되었다.
- '썬더일레븐 GO 갤럭시' 은 2014년 1월에 첫방송 되었다.
- 마법천자문: 손오공을 주인공으로 하는 한자마법 애니메이션. 한자를 통해 마왕을 물리치는 손오공 일행의 활약에 어린이들의 좋은 반응을 얻고 있는 프로그램이다. 케이블에서는 JEI 재능TV가 처음으로 방송했고 지상파에서는 MBC에서 방송된 바 있다.
- 뽀롱뽀롱 뽀로로: 어린이들의 대통령 뽀로로! JEI 재능TV를 통해서 꾸준히 방송되고 있는 프로그램. 특히 유아들에게 좋은 반응을 얻고 있는 애니메이션이다.
- 코코몽2: 전작인 ‘냉장고나라 코코몽’에 더 재미있는 요소와 캐릭터를 투입해 만든 프로그램이다. JEI 재능TV에서 케이블 첫방송했다.
- 알림(긴급 모드): 이 코로나19 발생했을 경우 사회적 거리두기로 유의 부탁드립니다.

### JEI English TV
- 샤이니의 Today…is: JEI EnglishTV의 간판 영어회화 프로그램. 3가지 패턴으로 회화를 익히는 프로그램으로 하루 10분씩이면 네이티브와의 대화가 가능하도록 구성했다.
- 감개무량 토익: 이승혜(LC), 이용재(RC) 콤비강사의 명강의가 인상적인 프로그램. 쉽게 포인트를 짚어내는 토익프로그램. LC와 RC에서 중요한 부분을 한번씩 더 강조한다.
- Talk Talk English: 스타강사 이현석, 이지은의 영어회화 프로그램. 재능교육에서 발간한 ‘Talk Talk 영어회화’를 바탕으로 만든 프로그램으로 시즌1에 이어 시즌2도 큰 인기를 얻었다.
- 줌마의 파워문법: JEI EnglishTV의 최고 인기프로그램. 어려운 문법을 쉽고 재미있게 강의함으로써 시청자들로부터 폭발적인 지지를 받은 프로그램이다.
- 이현석의 무한감동 Speaking: 주요 표현을 중심으로 회화를 익히도록 구성한 프로그램. 영어말하기 시험은 물론 실생활에서도 익히 표현을 쉽게 활용할 수 있도록 기획했다.

## 캐치프레이즈
- 어린이 상상채널 재능방송 (2006년 8월 28일~2007년 10월 21일)
- 신나는 상상, 즐거운 변화 재능TV (2007년 10월 22일~2015년)
- 통하는 친구 재능TV (2015년~)

### 로고송
- 아침에 일어나 꿈나라 뜰때까지 재미있는 교육여행 재능방송 2000년 3월~2007년 10월 22일

이 로고송은 ID에도 사용되었다.

## 연혁
- 1995년 3월 1일 - 두산수퍼네트워크로 개국. (CH 23)
- 1998년 3월 - 재능교육이 방송사업권을 인수하고 재능스스로방송(JN23TV)로 변경.
- 1998년 10월 - 여의도에서 분당으로 방송국사 이전.
- 1999년 2월 - 재능문화센터 개관.
- 2001년 1월 - 재능스스로방송(JN23TV)에서 JEI스스로방송으로 채널명 변경.
- 2001년 3월 - 방송체험학습장 개관, 웹사이트 개설. (www.jei23tv.com)
- 2002년 3월 - 위성방송 SkyLife 본방송 시작. (CH.658)
- 2004년 4월 -  English TV 인수, JEI스스로방송에서 JEI재능방송으로 채널명 변경.
- 2004년 7월 - 2004 대한민국 교육 브랜드 대상 수상.
- 2005년 7월 - 방송위원회 공익성 방송 분야 채널 선정. (어린이·청소년 부문)
- 2006년 4월 - 채널 공급 분야를 교육에서 어린이로 변경.
- 2006년 7월 26일 - JEI 재능방송 웹사이트 리뉴얼.
- 2006년 8월 28일 - 캐치프레이즈 도입.
- 2007년 6월 - 분당에서 가산디지털단지으로 사옥 이전.
- 2007년 10월 22일 - JEI재능방송에서 JEI재능TV로 채널명 변경.
- 2008년 1월 - 방송체험학습장 2008 개관.
- 2008년 7월 - 어린이에서 어린이 및 보조적 데이터방송으로 방송분야 변경.
- 2010년 7월 12일 - JEI 재능TV 웹사이트 리뉴얼.
- 2010년 10월 - HD 콘텐츠 제작시스템 구축.
- 2010년 11월 8일 - 유아 및 미취학 프로그램 제이와 콩나무 방송 개시.
- 2010년 12월 20일 - JEI 재능TV ID 영상 교체.
- 2011년 3월 - 『2011 제 5회 케이블TV 방송대상 - 교육/어린이』 (100년 전 우리는 어떻게 살았을까요) 수상.
- 2011년 7월 - 한국만화영상진흥원과 업무협약 체결.
- 2012년 5월 - 『2012 제 6회 케이블TV 방송대상 - 교육/어린이』(송은이의 eye to eye) 수상.
- 2012년 9월 - 국내 최초 7개 플랫폼 동시 양방향 생방송 성공 (으랏차차 맘스짱).
- 2013년 4월 - 『2013 방송통신위원회 방송대상 우수상 - 뉴미디어』(미술관 고양이 미야옹) 수상.
- 2014년 5월 1일 - HD 방송 개시.

## JEI 재능TV 프로그램

#### JEI 재능TV에서 방영한 프로그램
- 톰과 제리 (2005년 9월 5일 첫방송)
- 으랏차차 짠돌이네 (2007년 6월 25일~2010년 말, 2011년 7월 18일~2011년 12월 31일)
  - 으랏차차 짠돌이네 1기 (2007년 6월 25일 첫방송)
  - 으랏차차 짠돌이네 2기 (2007년 8월 28일 첫방송)
- 베리베리 뮤우뮤우 (2007년 첫 방송)
- 포켓몬스터AG (2008년 9월 8일~2010년 8월)
  - 포켓몬스터AG 1기 (2008년 9월 8일 첫방송)
  - 포켓몬스터AG 2기 (2009년 12월 7일 첫방송)
  - 포켓몬스터AG 3기 (2010년 2월 1일 첫방송)
  - 포켓몬스터AG 4기 (2010년 5월 10일 첫방송)
- 포켓몬스터DP (2008년 8월 8일~2011년 1월 3일)
  - 포켓몬스터DP 1기 (2008년 8월 8일~11월 19일)
  - 포켓몬스터DP 2기 (2009년 1월 19일~3월 31일)
  - 포켓몬스터DP 3기 (2009년 9월 21일~11월 18일)
  - 포켓몬스터DP 4기 (2010년 2월 22일~4월 28일)
  - 포켓몬스터DP 5기 (2010년 10월 25일~2011년 1월 4일)
- 포켓몬스터 베스트위시 Part1 (2012년 12월 17일~2013년 1월 11일)
  - 포켓몬스터 베스트위시 Part2 (2013년 1월 14일~2월 13일)
  - 포켓몬스터 베스트위시 시즌2 (2013년 4월 10일~5월 16일)
  - 포켓몬스터 베스트위시 시즌2 에피소드N (2013년 5월 22일~6월 13일)
  - 포켓몬스터 베스트위시 시즌2 데코로라 어드벤처 Da (2013년 10월 9일~ 11월 6일)
- 포켓몬스터 XY (2014년 3월 26일~5월 15일)
- 공룡킹 어드벤처 (2008년 10월 21일 첫방송)
  - 공룡킹 어드벤처 2기 (2009년 3월 9일 첫방송)
- 원피스 (2009년 6월 1일~2010년 10월)
  - 원피스 1기 (2009년 6월 1일 첫방송)
  - 원피스 2기 (2009년 10월 5일 첫방송)
  - 원피스 3기 (2010년 2월 1일 첫방송)
  - 원피스 4기 (2010년 5월 10일 첫방송)
  - 원피스 5기 (2010년 7월 19일 첫방송)
- 썬더일레븐 (2009년 10월 5일~현역)
  - 썬더일레븐 1기 (2009년 10월 5일~현재)
  - 썬더일레븐 2기 (2010년 2월 22일~)
  - 썬더일레븐 2.5기 (2010년 5월 10일~)
  - 썬더일레븐 3기 다이제스트 (2010년 10월 4일~)
  - 썬더일레븐 3기 뉴에피소드 (2011년 2월 7일~)
  - 썬더일레븐 4기 (2011년 7월 18일~)
  - 썬더일레븐 GO (2012년 2월 13일~)
  - 썬더일레븐 GO 크로노스톤 (2013년 3월 18일~)
  - 썬더일레븐 GO 갤럭시 (2014년 1월 13일~)
- 라이브온 카드리버 (2010년 8월 30일~2012년 3월 31일)
- 쥬얼펫 (2010년 8월 30일~현재)
- 라바 (2012년 12월 3일~방영 중)
- 문구계의 슈퍼아이돌 지우개군 (2013년 1월 7일 첫방송)
- 앵그리 버드 툰즈 (2013년 3월 16일~방영 중)
- 배틀스피리츠히어로즈 (2013년 4월 17일~방영 중)
- 고고 이야기 탐험대 (2013년 5월 24일~방영 중)
- 레전드 블레이드 킹 (2013년 6월 5일~방영 중)
- 아기고릴라 둥둥 (2013년 7월 1일~방영 중)
- 탐정학원 Q (2013년 7월 22일~방영 중)
- 세인트세이야 오메가 (2013년 7월 22일~방영 중)
- 아빠! 어디가? (2013년 12월 23일~)
- 머털도사 (2014년 1월 22일~)
- 베리와 핑크팬더 (2015년 첫방송)
- 베리와 아카메 (Ichigo 잘못된 and Akame - Primeval Havoc 2) (2017년 첫방송)
- 아기와 나
- 블레이징 틴스
- 꾸러기 수비대
- 구슬대전 배틀비드맨
- 고미의 만화 호기심 천국
- 합체용사 플러스터
- 변신자동차 또봇
- 또봇 V
- 바이클론즈
- 루니툰
- 동글동글 문어빵맨
- 꾸러기 닌자 토리
- 난다 난다 니얀다
- 로봇용사 다그온
- 바이트 초이카
- 헬로 카봇
- 터닝메카드
- 터닝메카드 W
- 마법천자문
- 코코몽
- 출동 케이캅
- 데블파이터
- 탑블레이드
- 포트리스
- 패트와 매트
- 미피와 친구들
- 세사미 스트리트
- 놀이코 코코
- 야랑이의 개굴개굴 이야기 유치원
- 지니의 키즈 잉글리쉬
- 훌라훌라 아일랜드
- 위피 쿠키 매쉬
- 캣독
- 오예! 카툰
- 못말리는 비버형제
- 우당탕탕 로코와 친구들
- 으악! 리얼몬스터
- 렌+스탬피
- 보글보글 스폰지밥
- 대니 팬텀
- 다함께 카블람
- 메리 마더구스
- 쏜베리 가족탐험대
- 헤이! 아놀드
- 컸다, 러그래츠
- 천재소년 지미 뉴트론
- 리틀피플
- 도라도라 영어나라
- 포포의 알파벳 세상
- 수수께끼 블루
- 파워레인저 매직포스
- 파워레인저 다이노포스
- 파워레인저 트레인포스
- 파워레인저 닌자포스
- 파워레인저 애니멀포스
- 파워레인저 갤럭시포스
- 마법전사 유캔도
- 울트라맨 티가
- 울트라맨 뫼비우스
- 울트라맨 지드
- 해피니스 프리큐어
- 에그엔젤 코코밍
- 마기 (2018년 더빙판 8월 예정)
- 케모노 프렌즈 (2018년 더빙판 8월 예정)
- 요술 장화와 래피치
- 칙칙폭폭 토마스 기관차
- 뽀롱뽀롱 뽀로로
- 플라워링 하트
- 선물공룡 디보
- 꾸러기 상상여행
- 바니와 친구들
- 내 친구 펭귄 핑구
- 안녕! 오스월드
- 쫑알쫑알 진저
- 환경전사 젠타포스
- B 로봇 가브타크
- 철완 탐정 로보타크
- 토끼네 집으로 오세요
- 경계의 린네
- 닌자고
- 닌자보이 란타로
- 로보카 폴리
- 로보텍스
- 마음의 소리
- 가면라이더 이그제이드
- 꿈속의 뮤
- 마다가스카의 펭귄
- 캐치! 티니핑
- 반짝반짝 캐치! 티니핑
- 알쏭달쏭 캐치! 티니핑
- 새콤달콤 캐치! 티니핑
- 헬로카봇 시즌13 젬
- 마카앤로니
- 라바
- 아이돌타임 프리파라
- 쿵푸팬더:전설의 마스터
- 정글에서 살아남기: 마루의 어드벤처
- 꾸러기 탐구생활
- 엉덩이 탐정
- 강철소방대 파이어로보
- 내 이름은 이딘
- 드라큘라 이딘
- 못말리는 3공주(2013년 3월 3일~2017년 3월 16일)
- 후토스(2014년 6월 7일 ~2014년 12월 19일)단 6개월만에 종영됐다.

## 포켓몬스터 문제
JEI 재능TV는 2008년 9월부터 포켓몬코리아와 계약을 맺어 포켓몬스터 AG와 DP를 방영하였다.(~2011년 1월 5일) 하지만, 5기 오프닝과 엔딩에서 4:3 레터박스를 사용하지 않은 점과 "Pokemon"을 "Pocketmon"으로 표기한 데 있어 시청자의 심한 항의를 받았다. 결국 포켓몬코리아는 결국 JEI 재능TV와 계약을 갑자기 파기해서 투니버스와 계약을 맺었으며, 결국 JEI 재능TV는 2011년 4월부터 방영 예정 이었던 포켓몬스터 베스트위시와 같은해 6월 방영예정이었던 13기 극장판인 환영의 패자 조로아크의 방영이 무산되었다. 이후 2012년 12월 17일부터 포켓몬스터 베스트위시를 방송했다. 현재는 포켓몬스터 W라는 새로운 프로그램이 방영되어 지금에 이르고 있다.

## 기타
대한민국 방영사 최초로 프리큐어 시리즈의 작품을 하나 방영하였다. 방영한 작품은 원더풀 프리큐어다.

## 같이 보기
- JEI English TV
- 재능교육
- 투니버스
- 카툰네트워크
- KBS 키즈